# Омаров, Гаджимурад Гаджиевич
Гаджимурад Гаджиевич Омаров (9 февраля 1983, Гента, Советский район, Дагестанская АССР, РСФСР, СССР) — российский армрестлер, чемпион мира и Европы.

## Спортивная карьера
Армспортом занимался с 1998 года. В 2003 году на чемпионате мира в Канаде на правой руке в весовой категории до 100 кг. одержал победу, а на левой руке стал бронзовым призёром. В 2004 году в ЮАР на чемпионате мира вновь одержал победу на правой руке, а на левой стал лишь седьмым. Чемпион Европы 2003 года. Серебряный призёр Кубка мира 2008 года. В марте 2013 года занял 7 место на абсолютном чемпионате России в подмосковном городе Раменское. В марте 2017 года в подмосковном Протвино на чемпионате России в абсолютной весовой категории на левой руке стал серебряным призёром, а на правой — бронзовым. В марте 2018 года в Протвино стал серебряным призёром на левой руке. В марте 2020 года в Перми стал чемпионом России. В январе 2022 года стал чемпионом Дагестана. Является сотрудником СОБР «Ястреб» Управления Росгвардии по Дагестану, имеет звание майора полиции.

## Личная жизнь
В 2000 году окончил школу № 9 в Кизляре. В 2005 году окончил Дагестанский государственный университет, юридический факультет.